# El Tablón, Oaxaca
El Tablón är en ort i Mexiko.   Den ligger i kommunen San Agustín de las Juntas och delstaten Oaxaca, i den sydöstra delen av landet, 400 km sydost om huvudstaden Mexico City. El Tablón ligger 1 572 meter över havet och antalet invånare är 193.
Terrängen runt El Tablón är kuperad österut, men västerut är den platt. Terrängen runt El Tablón sluttar västerut. Runt El Tablón är det ganska tätbefolkat, med 90 invånare per kvadratkilometer. Närmaste större samhälle är Oaxaca de Juárez, 6,3 km norr om El Tablón. I omgivningarna runt El Tablón växer huvudsakligen savannskog.